# Francisco Jémez Martín
Francisco Jémez Martín, ismertebb nevén: Paco (Las Palmas, 1970. április 18. –) spanyol válogatott labdarúgó, edző. 
A spanyol válogatott tagjaként részt vett a 2000-es Európa-bajnokságon.

## Sikerei, díjai

### Játékosként
Deportivo La Coruña
- Spanyol kupa (1): 1994–95
- Spanyol szuperkupa (1): 1995

Zaragoza
- Spanyol kupa (2): 2000–01, 2003–04

### Edzőként
Cartagena
- Spanyol harmadosztály (1): 2008–09